# Lanuvio
Lanuvio – miejscowość i gmina we Włoszech, w regionie Lacjum, w prowincji Rzym. Dawna nazwa miejscowości to Lanuwium (łac. Lanuvium).
Według danych na rok 2004 gminę zamieszkiwały 9692 osoby, 225,4 os./km².